# Roland Wagner (Informatiker)

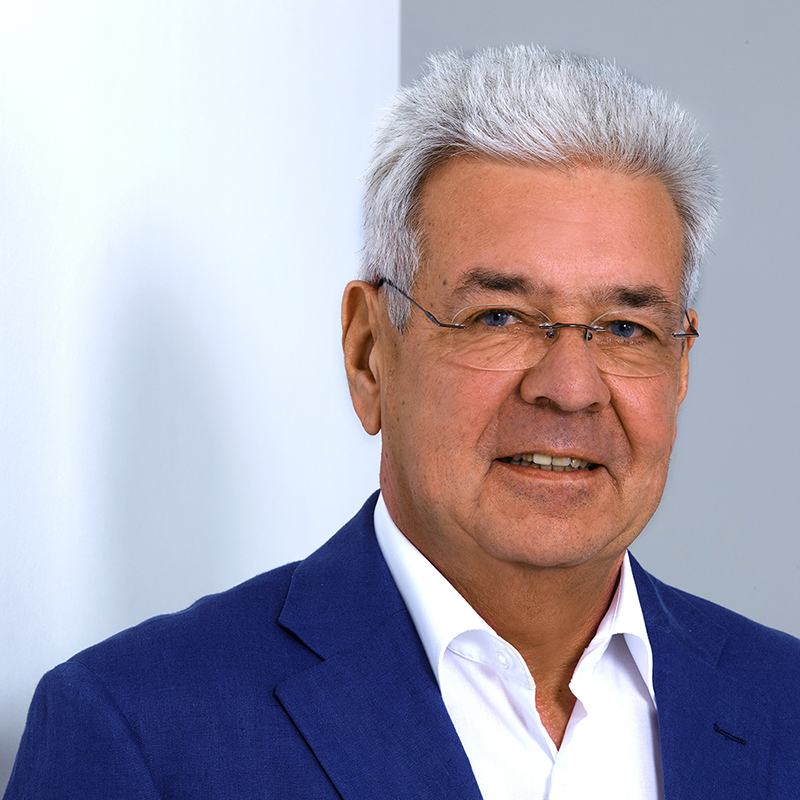
Roland Wagner im Jahr 2013

Roland Wagner (* 20. Februar 1952 in Linz; † 3. Januar 2020) war ein österreichischer Informatiker. Er war ab 1987 Professor für Angewandte Informatik an der Johannes Kepler Universität (JKU) Linz. Wagner leitete das Institut für Anwendungsorientierte Wissensverarbeitung sowie das Institut für Integriert Studieren.

## Leben
Roland Wagner studierte von 1970 bis 1975 Informatik an der JKU, an der er auch promovierte. 1983 folgte seine Habilitation. Seit 1987 ist er Universitätsprofessor für Informationssysteme an der JKU und errichtete im Jahre 1990 das Institut für Anwendungsorientierte  Wissensverarbeitung (FAW – Institute for Application Oriented Knowledge Processing) an der Johannes Kepler Universität Linz und im Softwarepark Hagenberg, der im Jahre 1989 von Professor Bruno Buchberger gegründet wurde, das er seither als Vorstand leitet. Im Jahre 2005 gründete Professor Wagner als Spin-off des FAW Instituts die FAW GmbH im Softwarepark Hagenberg. 
Im Jahre 1990 begann Wagner kurz nach der Öffnung der Grenzen zu Osteuropa auch eine sehr intensive wissenschaftliche Zusammenarbeit mit der Technischen Universität in Prag (Institut Professor Dr. Vladimir Marik), die bisher besteht.
Wagner engagierte sich Anfang der 1990er-Jahre für das Gebiet „Informatik hilft Behinderten“, aus dem dann das Institut Integriert Studieren der Johannes Kepler Universität entstand, das er seit 1990 als Vorstand leitet. Zudem leitete er 1989 die Gründung der International Conference on Computers for People with special needs (ICCHP) und 2002 die des Kompetenznetzwerks Informationstechnologie zur Förderung der Integration von Menschen mit Behinderungen (KI-I) in die Wege; ab 2003 war er Vorsitzender des KI-I-Aufsichtsrats. 
Wagner war 1998 bis 2000 Vizestudiendekan und von 2000 bis 2002 Studiendekan an der Johannes Kepler Universität Linz sowie zuvor über lange Jahre der Vorsitzende der Studienkommission Informatik.
Er war von 2003 bis 2010 Vizepräsident und im Vorstand der Arbeitsgemeinschaft für Datenverarbeitung  und ist Vizepräsident der Österreichischen Computergesellschaft. 
Darüber hinaus gründete er 1990 die International Conference on Database and Expert Systems Applications (DEXA) und das wissenschaftliche Journal Transactions on Large-Scale Data- and Knowledge-Centered Systems (Springer Verlag). 
Wagner hat über 200 Publikationen in Journals und Konferenz-Proceedings veröffentlicht und ist Mitherausgeber zahlreicher Bücher. Außerdem war er in zahlreichen wissenschaftlichen Konferenzen Programmkomitee Vorsitzender und/oder Mitglied der einzelnen wissenschaftlichen Programmkomitees.
Roland Wagner verstarb am 3. Jänner 2020.

## Arbeits- und Forschungsschwerpunkte
- Informationssysteme
- Information Integration
- Ontology Engineering
- Knowledge Processing
- Web Engineering
- Data Warehousing
- Assistierende Technologien
- eAccessibility

## Preise
- Humanitätsmedaille des Landes Oberösterreich (2003)
- Medaili CVUT I. Stupne der Technischen Universität Prag (2002)
- Roland Wagner Award 0 der Österreichischen Computergesellschaft (2002)
- Silbernes Ehrenzeichen des Landes Oberösterreich (2011)